# Antonio Caso
Pour les articles homonymes, voir Caso (homonymie).
Antonio Caso (né le 19 décembre 1883 à Mexico et mort le 6 mars 1946 dans la même ville) est un philosophe et sociologue mexicain.

## Philosophe et juriste
Antonio Caso étudia le droit, devint avocat et plus tard docteur en droit. Antonio Caso fut très critique du positivisme d'Auguste Comte et de Herbert Spencer auquel il oppose sa vision d'un christianisme philosophique libéral inspiré de Blaise Pascal et de Léon Tolstoï. Caso trouvait que le positivisme ne permettait pas de penser un futur pour le Mexique et qu'il était profondément pessimiste. Son anthropologie philosophique est résumée dans son œuvre principale, La existencia como economía, como desinterés y como caridad publiée en 1916.
En 1910, avec d'autres philosophes mexicains comme Alfonso Reyes et José Vasconcelos, il fonda l'école de philosophie connue sous le nom de Ateneo de la Juventud.

## Sociologue
Antonio Caso, bien qu'on retienne son œuvre philosophique, est considéré comme un précurseur de la sociologie au Mexique. Rattaché au département de droit, il enseignera longtemps la sociologie. Il y créera d'ailleurs la chaire de sociologie. Publié en 1922, son livre Sociología genética y sistemática est un ouvrage important de l'histoire de cette discipline au Mexique. Mais, c'est son livre introductif à la sociologie, intitulé Sociología qui marquera le plus la sociologie mexicaine. Cet ouvrage publié en 1940 a longtemps été utilisé dans les universités mexicaines comme ouvrage introductif à la discipline, on en dénombre vingt éditions subséquentes. Dans cet ouvrage, Caso différencie l'homme de l'animal par la propension de ce premier à créer continuellement des éléments technologiques. L'homme est donc un animal de culture.
En septembre 1933, Caso eut un débat très mouvementé avec un de ses anciens étudiants, Vicente Lombardo Toledano. Le débat, dont le contenu fut publié par la suite, portait sur les enjeux de la praxis sociologique mais surtout sur la mission de l'université. Posées dans les termes de Max Weber, le scientifique et le politique, les positions de Caso et Toledano sont diamétralement opposées. Le marxiste Toledano favorisait une sociologie politique et engagée dans une université idéologiquement orientée alors que Caso y opposait sa version humaniste et libérale.

## Administrateur
En 1920, il sera le recteur de l'université nationale autonome du Mexique, la plus grande du pays et une des plus grandes du monde. Poste qu'il renouvellera de 1921 à 1923. Pendant trente ans, Caso a été le directeur de l'école des hautes études de la UNAM.

## Distinctions
Antonio Caso est docteur honoris causa de l'université de La Havane, de l'université de Lima, de l'université de San Carlos (Guatemala), de l'université de Buenos Aires et de l'université fédérale de Rio de Janeiro et de l'université nationale autonome du Mexique.

## Œuvres principales
- Problemas filosóficos, 1915
- La filosofía de la intuición, 1915
- Filósofos y Doctrinas Morales, 1915
- La existencia como economía, como desinterés, como caridad, 1916
- El concepto de la Historia Universal en la filosofía de los valores, 1923
- El problema de México y la Ideología Nacional, 1924
- Historia y Antología del pensamiento filosófico, 1926
- Sociología genética y sistemática, 1927
- Sociología, 1940 et 20 éditions subséquentes)
- Positivismo, neopositivismo y fenomenología, 1941
- El peligro del hombre, 1942
- Filósofos y moralistas franceses, 1943
- México (apuntamientos de cultura patria), 1943